# Kétoconazole
Le kétoconazole (R41400) est un antifongique de la classe des imidazoles.
En 2013, l'agence européenne des médicaments recommande la suspension de l'autorisation de la commercialisation de la forme orale devant les risques hépatiques.

## Synthèse
Le kétoconazole est synthétisé en 7 étapes à partir de la réaction de la 2,4-dichloroacétophénone avec la glycérine ou propan-1,2,3-triol :

Synthèse du kétoconazole (8)

## Mode d'action
Le kétoconazole inhibe la synthèse de l'ergostérol, molécule constitutive de la membrane fongique.

## Produits contenant du kétoconazole
- Nizoral[3]
- Ketoderm[4]

## Effets secondaires
C'est l'imidazole donnant le plus d'insuffisance hépatique aiguë.